# Едуардс Стіпнієкс
Едуардс Стіпнієкс (латис. Eduards Stīpnieks; 23 вересня 1902 — 9 листопада 1983) — латиський офіцер, штурмбаннфюрер військ СС. Кавалер Німецького хреста в золоті.

## Біографія
Після закінчення вечірньої школи в 1922 році призваний на обов'язкову службу в 6-й Ризький піхотний полк. У 1928 році закінчив Латвійську військову школу, потім продовжив службу в 2-му Вентспілсському піхотному полку. З приходом німецьких військ приєднався до партизанської групи Карліса Аператіса.
На початку 1942 року добровільно вступив на службу в 24-й Тальсінський поліцейський батальйон. На Східному фронті дійшов до району Сергіївського монастиря під Ленінградом. 18 квітня 1943 року призначений командиром батальйону. У травні 1943 року виступив на Волховському фронті. В липні 1944 року призначений командиром 43-го гренадерського полку СС 19-ї гренадерської дивізії військ СС. У вересні 1944 року важко захворів і більше не брав участь в боях
У 1945 році емігрував до Німеччини, де займався громадською діяльністю, брав участь у створення першого відділення «Яструбів Даугави» у Вюрцбурзі.

## Нагороди
- Залізний хрест 2-го і 1-го класу (2 лютого 1944) — отримав 2 нагороди одночасно.
- Штурмовий піхотний знак в сріблі
- Відзнака для східних народів з мечами
- Нагрудний знак ближнього бою в бронзі
- Німецький хрест в золоті (24 вересня 1944)
- Золотий знак «Яструбів Даугави»